# Ernesto Pizarro
Ernesto Gabriel Pizarro (Rioja, 12 de abril de 1991) é um ciclista olímpico argentino. Pizarro participou nos Jogos Olímpicos de 2012 em Londres, onde terminou em vigésimo quarto lugar na prova de BMX, competindo pela Argentina.